# Kommissarbefehl

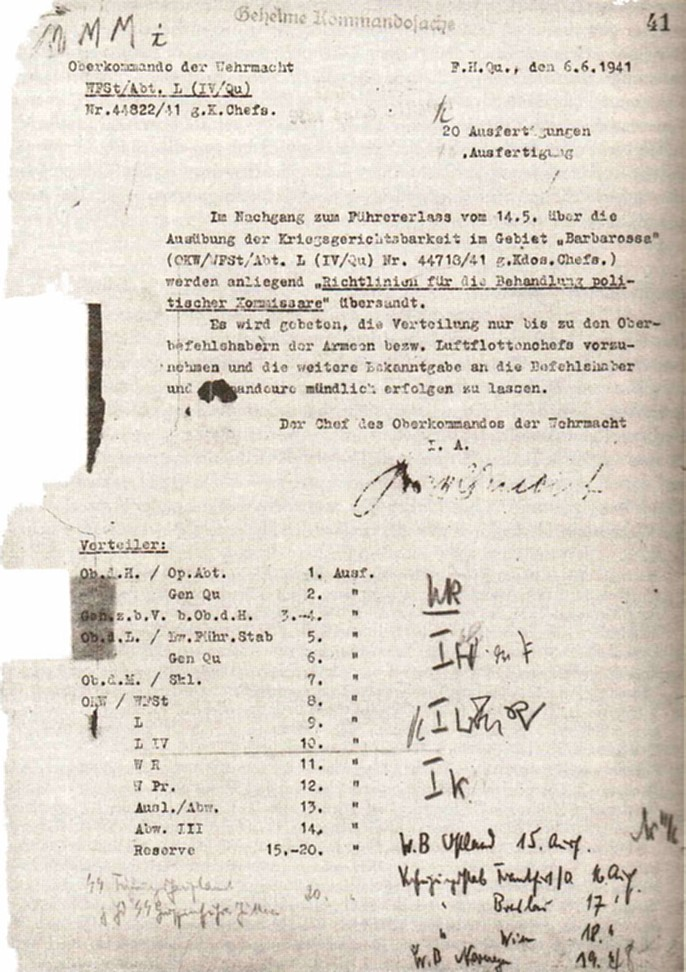
La première page du Kommissarbehelf, datée du 6 juin 1941.

Le Kommissarbefehl (« ordre des commissaires ») est un ordre signé par le général Alfred Jodl dans le cadre de la préparation de l'opération Barbarossa, l'invasion allemande de l'Union soviétique. Cet ordre, élaboré entre le 6 mai 1941 et le 6 juin 1941, prévoit l'exécution systématique par l'armée allemande des commissaires politiques de l'Armée rouge et des cadres du Parti communiste soviétique, au fur et à mesure de l'avance allemande en URSS. Sa première mouture est préparée par un officier d'état-major pour être soumise à l'OKH (le commandement suprême de l'armée de terre allemande), le 6 mai 1941. Dans le cadre de son élaboration, cet ordre est au centre de discussions entre officiers de l'OKH et de l'OKW, au sein de chacun de ces deux commandements et entre les deux structures.
Selon l'ordre, tous les prisonniers de guerre russes qui pourraient être identifiés comme « complètement bolchévisés ou comme représentants actifs de l'idéologie bolchéviste » devraient également être exécutés.

## La Wehrmacht et les commissaires politiques

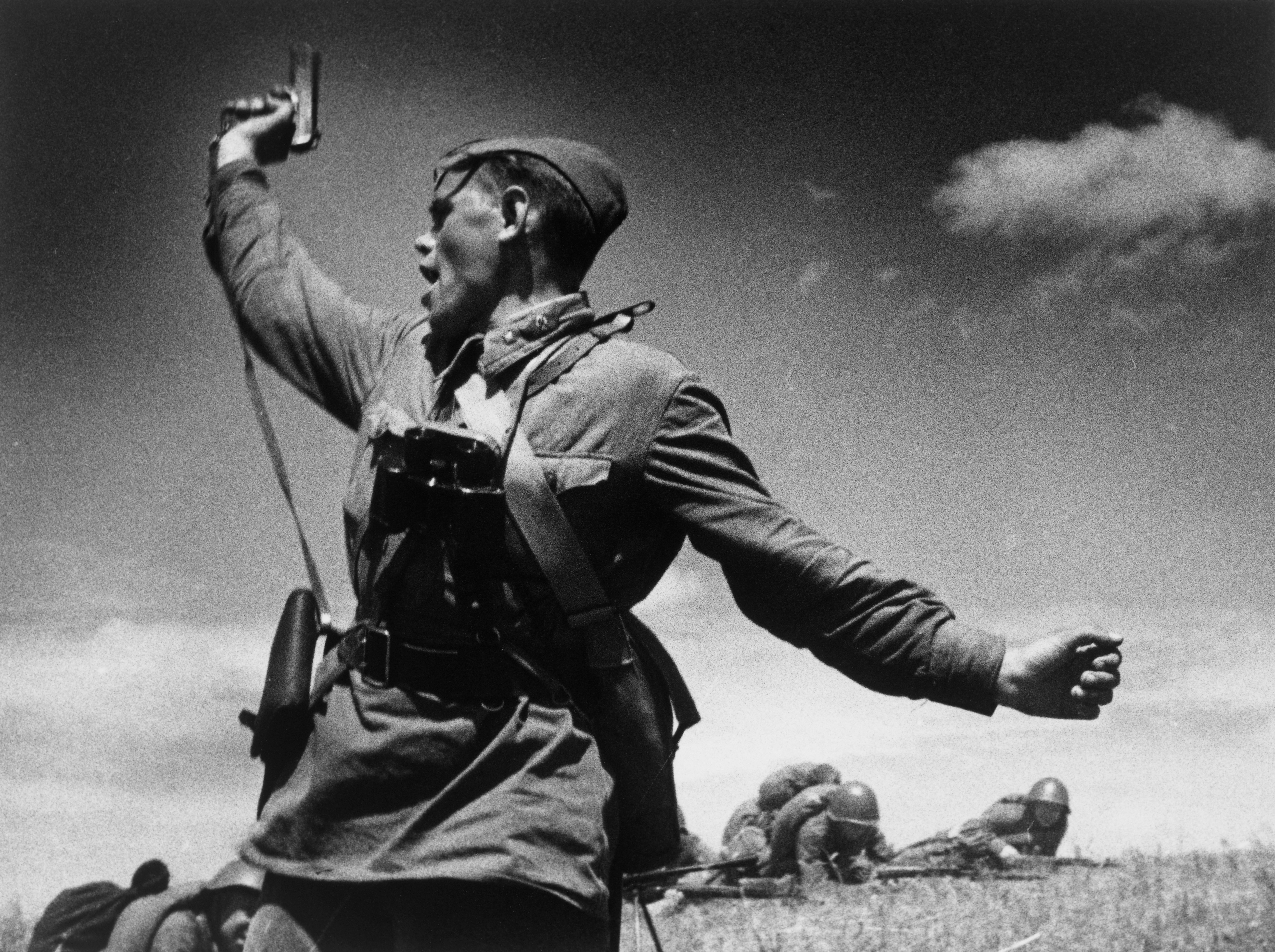
Un officier russe menant les troupes à l'assaut, 1942

### Les piliers du système communiste
Promoteurs de la « guerre asiatique barbare », les commissaires politiques appartenant aux unités de l'Armée rouge sont perçus par le commandement allemand comme les piliers du « système judéo-bolchevique » et, par Hitler, comme des éléments essentiels de la « machine de commandement de l'empire russe », sans lesquels celle-ci « se brisera ». 
Dans le cadre de la guerre contre l'Union Soviétique, les responsables du Reich conçoivent le commissaire politique soviétique comme le pendant des fonctionnaires civils de l'État soviétique et du Parti communiste. À ce titre, ils doivent être éliminés, afin d'écourter la guerre. 
Les responsables militaires deviennent obnubilés par leur volonté de faire disparaître le système communiste : dans les jours précédant le déclenchement du conflit, ils interrogent la SS sur le sort à réserver aux employés de chemin de fer, perçus, eux aussi, comme des piliers du système.
Enfin, les commissaires sont perçus comme des intrus par les officiers allemands, habitués à donner au chef de corps la responsabilité de tous les aspects de la vie militaire au sein de son unité : en effet, le commissaire politique dispose de vastes compétences dans le domaine du commandement et de la gestion des unités auxquelles il est affecté.

### Les responsables de la résistance
Pour les soldats, chargés en définitive de l'exécution de l'ordre, les contre-attaques soviétiques, le mordant des troupes qui les mènent et les actions des partisans les confortent dans une vision où l'URSS est l'ennemi mortel de l'Allemagne, qu'ils ont le devoir de combattre et d'éradiquer.
Ainsi, les militaires définissent cet ordre comme un moyen de lutte contre les partisans.

## Élaboration

### Les avant-projets
Le projet d'ordre contre les commissaires émane d'une demande spécifique de Hitler, formulée le 30 mars 1941, exposée dans une réunion préparatoire à la chancellerie du Reich. Hitler souhaite éliminer l'« intelligentsia judéo-bolchévique » : il concerne donc non seulement les commissaires politiques attachés aux unités combattantes, mais aussi les cadres du PCUS. 
Dans les échanges, connus par les notes de service de Franz Halder, préalables à l'élaboration de l'ordre définitif, l'adjoint de Jodl, Walter Warlimont, demande que des distinctions soient faites entre les fonctionnaires militaires et les fonctionnaires civils, les seconds n'étant livrés aux Einsatzgruppen qu'en cas de résistance avérée à l'invasion ou en fonction de l'impression qu'ils font aux commandants des unités qui les ont capturés,. Il ne remet pas en cause le fait que les commissaires attachés aux unités combattantes ne sont pas considérés, dans cet ordre, comme des soldats et, par conséquent, ne sont pas traités comme tels.
À côté de ces différents projets, le décret Barbarossa du 13 mai 1941, signé par Hitler, exonère les soldats de toute sanction ayant pour cause leur attitude en Russie, fournissant ainsi une justification à la guerre d'anéantissement alors en préparation ; ce décret est repris dans les instructions militaires distribuées aux soldats dans les jours qui suivent.

### La version définitive
Le décret, tel qu'il est signé par Jodl le 6 juin 1941 et communiqué aux commandants d'armées et de groupes d'armées deux jours plus tard, ordonne de traiter l'ensemble des commissaires de la même manière, faisant fi des observations de Warlimont. 
Les commissaires, présentés comme cruels et inhumains, qui sont capturés sur le front doivent alors être déférés devant l'officier commandant l'unité qui les a capturés, celui-ci devant statuer sur leur sort. Après vérification d'identité, ils doivent être exécutés sur place sans témoins, les commissaires capturés à l'arrière doivent être livrés aux Einsatzgruppen,,.

### Les réactions des officiers
Devant cet ordre, alors en préparation, les principaux inspirateurs du décret, Hitler le premier, sont parfaitement conscients des réserves que peut susciter un tel ordre, chez les officiers généraux chargés de son élaboration, puis de sa bonne exécution.
Certains officiers généraux s'offusquent, non de la décision, mais de la possibilité, pour les soldats, d'agir sans ordres contre des civils. En effet, aux yeux des officiers d'état-major de la Wehrmacht, un large consensus existe sur les dispositions à prendre à l'encontre des commissaires politiques : celui-ci n'étant pas un soldat, il ne doit pas bénéficier du traitement réservé aux prisonniers de guerre. Cependant, pour ces officiers, laisser libre cours à la violence de leurs hommes se révèle problématique du point de vue de la discipline, qui serait difficile à restaurer par la suite ; d'autres réagissent en donnant aux officiers de larges possibilités d'interprétation de cet ordre : ainsi, von Brauchitsch, dans un ordre du 8 juin 1941, le Disziplin-Erlass, réaffirme le rôle de la hiérarchie militaire dans les exécutions, puis atténue les prescriptions de l'ordre signé le 6 juin : il ne demande son application pour les commissaires civils qu'en cas de « comportement anti-allemand particulièrement reconnaissable ». Cependant, si certains atténuent l'ampleur de cette consigne, d'autres officiers généraux, une minorité, recommandent expressément à leurs officiers de ne pas tenir compte de cet ordre contraire aux prescriptions du droit de la guerre et du droit international.
La guerre en Russie se révélant rapidement comme une guerre d'usure particulièrement éprouvante, la possibilité pour les soldats d'exécuter sans jugement un certain nombre de prisonniers a rapidement permis de canaliser vers les prisonniers de guerre soviétiques la violence de ces hommes, qui aurait pu s'exercer contre les officiers, fournissant ainsi aux fusilleurs un exutoire et renforçant la cohésion au sein d'unités dont les effectifs subissaient une usure rapide. La mise en place du Kommissarbefehl crée ainsi les conditions de nouvelles formes légales de la guerre, dans le cadre de la guerre d'extermination voulue par Hitler et ses proches.

## Un ordre appliqué

### Diffusion
L'ordre est rapidement diffusé à l'ensemble des unités engagées dans les opérations, groupes d'armées, armées, divisions et compagnies, assurant ainsi une large publicité, garantissant son application massive. 
De plus, le caractère massif de cette mise en application est permise par une définition large du commissaire politique,. 
Enfin, il est rapidement connu des Soviétiques, entraînant un durcissement de la résistance opposée aux Allemands. En effet, conscients du sort qui les attend, les commissaires, souvent proches des hommes qu'ils encadrent, les encouragent à la résistance, puis une fois les unités capturées, les commissaires politiques, souvent parmi les premiers évadés des camps de prisonniers, forment le noyau des maquis alors encore embryonnaires.

### Application
Ainsi, les dispositions contenues dans l'ordre du 6 juin 1941 entraînent l'exécution systématique et sans jugement des commissaires politiques faits prisonniers par les unités allemandes lors de leur progression. 
Mais rapidement, par extension, tous les cadres communistes de la société soviétique, et toute personne soupçonnée de résistance, peuvent être exécutés sans jugement, sans aucune forme de justification, comme le permet le décret "Barbarossa" du 13 mai 1941, élaboré en parallèle au décret du 6 juin.
En effet, certains commandants aggravent certaines dispositions dans les instructions adressées à leurs unités ; par exemple, le commandement de la 16e armée, Ernst Busch, étend les ordres d'exécution aux officiers politiques affectés dans les bataillons et les compagnies, ainsi qu'aux citoyens soviétiques pilotes d'avion et parachutistes amateurs ; le commandement de la 4e armée panzer, étend les directives du Kommissarbefehl aux fonctionnaires civils .

### Suspension
Appliqué avec zèle, cet ordre commence à faire l'objet de critiques de la part des officiers allemands dès le mois de septembre 1941, ces derniers faisant le lien entre cet ordre et le durcissement de la résistance soviétique.
Ainsi, en mai 1942, l'ordre des commissaires est définitivement suspendu.